# Seydou Conté
Pour les articles homonymes, voir conté.
Seydou Conté, né en 1921 en Guinée française, est un diplomate et homme politique guinéen.

## Carrière professionnelle
Saydou Conté a occupé plusieurs postes de responsabilité entre 1957 jusqu'en 1972.
Il a été chirurgien aux hôpitaux de Dakar et Conakry entre 1957 à 1959 avant d'êtes nommé ambassadeur de la Guinée à Moscou en Union Soviétique la même année.
En 1961, Seydou Conté est nommé Ambassadeur de la Guinée à Washington D C. et il présente ses lettres de créance au président John Fitzgerald Kennedy le 10 Mai 1961.
Après cette mission de diplomate, il est rappelé par le président Ahmed Sékou Touré pour le poste du Ministre de Éducation qu'il occupe jusqu'en 1967. Puis ministre de la justice de Guinée jusqu’en 1972. À partir de 1972, il revient dans sa profession de médecin et professeur d'universitaire à Conakry.